# 波亞納斯坦佩鄉

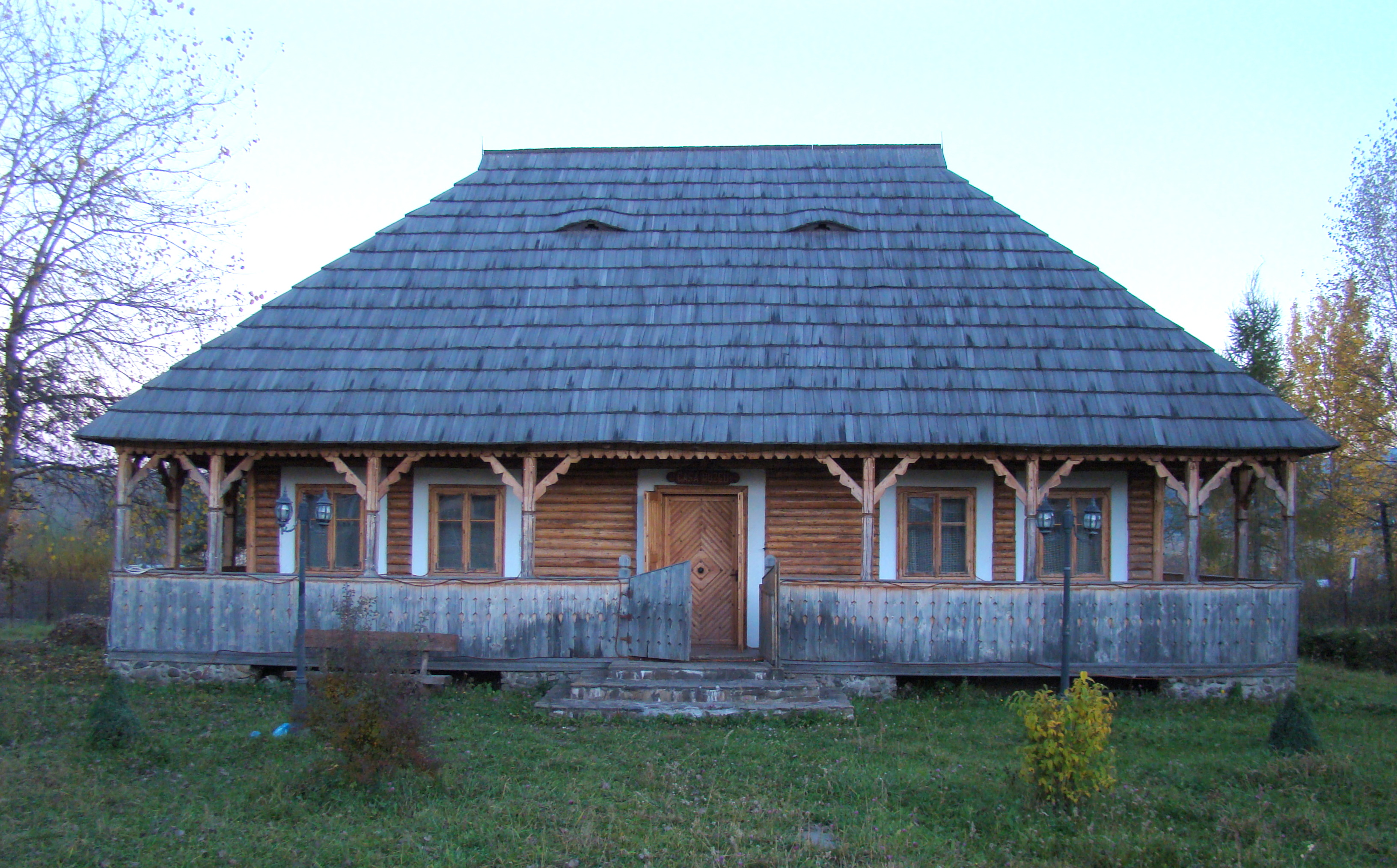

47°19′N 25°08′E / 47.317°N 25.133°E
波亞納斯坦佩鄉（羅馬尼亞語：Comuna Poiana Stampei, Suceava），是羅馬尼亞的鄉份，位於該國東北部，由蘇恰瓦縣負責管轄，面積181平方公里，海拔高度900米，2002年人口2,270，人口密度每平方公里13人。